# بالدیری الاودره
بالدیری الاودره (انگلیسی: Baldiri Alavedra; ۲۱ فوریهٔ ۱۹۴۴ – ۱۳ آوریل ۲۰۲۰) بازیکن فوتبال اهل اسپانیا بود.
از باشگاه‌هایی که در آن بازی کرده‌است می‌توان به باشگاه فوتبال سابادل و باشگاه فوتبال خرز اشاره کرد.